# 武生信金不正融資事件
武生信金不正融資事件（たけふしんきん ふせいゆうしじけん）とは、旧武生信用金庫で発生した不正融資事件。融資が原因で、3期連続の赤字が続き信用不安が広がり結果的に福井信用金庫への救済合併の引き金となった。発覚するまで実に9年間にわたり不正融資が繰り返され、その間に不正の事実を把握していた北陸財務局からの勧告も効果がなく、消滅への道をだどる事となった。

## 経緯
旧経営陣の不正融資によって発生した事件である。2014年に福井県内の新聞社が「たけしんが北陸財務局から不適切な融資の指摘をうけた」と報道し明るみにでた。結果的に経営が危うくなっていた越前市内の酒造会社に15億円を融資し、その内14億円が焦げ付き回収不能となったが、その融資の有り方をめぐって時の経営陣等が背任容疑で告発されるなどの事態となった。この中の融資には融資限度が限界を超えたため、迂回融資を実施する等問題となっている。また、参議院金融委で問題になるなどになった。この関連の損失は2013年に特別損失として処理されている。
その後は武生信金が受けた業務改善勧告の放置もあり、各金融機関の人的支援や、信金中金からの融資約40億円などを受けるも経営状況が好転せず、最終的には福井信用金庫に救済合併され、武生信金は消滅した。

## 余波
- その後、旧武生信用金庫に絡む不正融資問題で、知らない間に信金に関係する人物が3億8千万円の保証人になっていたという事実が発覚した。さらに、勝手に武生信金の口座を開設され、融資関連に使われていたことも判明。いずれもサイン筆跡が、人物の物と相違があると関係者は指摘。文書等の偽造と見られている[5]。
- 旧武生信金が担っていた池田町の税金などの口座引き落としで、システムの不具合で引き落としが出来ない不具合が発生している[6]。

## その他
武生信金の消滅・合併による取り付け騒ぎ等の大きな騒ぎは発生していない。